# Economía de Arequipa
Dado que Arequipa es predominantemente urbana, la industria, el comercio y la construcción que se desarrollan en la capital del departamento tienen un rol central en el devenir de la localidad. Sin embargo, la presencia de valles fértiles y zonas alto-andinas permite que la actividad agropecuaria tenga gran importancia para el desarrollo de la ciudad: un eje central de las demandas arequipeñas es la construcción de irrigaciones para mejorar su productividad. Finalmente en los últimos tiempos, la actividad minera ha entrado a una etapa de modernidad, ha dejado de ser únicamente artesanal o de pequeña empresa para incluir a la gran minería, como es el caso de Cerro Verde, constituida en 1993 en la ciudad de Arequipa.

## Indicadores económicos
La contribución de la ciudad de Arequipa en el PBI de la región Arequipa es del 74,2 % de su PBI según estudios de la Universidad Nacional de San Agustín, asimismo el PBI de la región Arequipa es el más alto después de Lima.
En el periodo 2003-2008 fue la «Ciudad con mayor crecimiento económico en Latinoamérica» según el reporte del año 2009 de «América Economía» presentando una variación porcentual del PBI per cápita del 66,1 %. Asimismo en el periodo 2007-2008 fue la ciudad con mayor variación porcentual del PBI en Latinoamérica con una variación de 9,59 %.
| Indicadores - Ciudad de Arequipa            | Indicadores - Ciudad de Arequipa | Indicadores - Ciudad de Arequipa | Indicadores - Ciudad de Arequipa | Indicadores - Ciudad de Arequipa |
| Población (MM)                              | PIB 2020 (MM US$)                | PIB per cápita 2020 (US$)        | % desempleo 2020                 | Número bancos de inversión       |
| ------------------------------------------- | -------------------------------- | -------------------------------- | -------------------------------- | -------------------------------- |
| 1300000                                     | 31 587                           | 24 188                           | 5,0                              | 6                                |
| Fuente: América Economía. Especial Ciudades |                                  |                                  |                                  |                                  |

La contribución al IGV nacional representa el 20,3 %, en impuesto de solidaridad el 17 % siendo el segundo contribuyente nacional en estos tributos. Arequipa tiene una estructura productiva fuertemente sesgada al sector del comercio y servicios, el sector primario de agricultura y minería representan el 29,6 % del PBI, el sector secundario de industria y manufactura el 20,7 % de este y el sector terciario de comercio y servicios el 49,7 %, ello se fortaleció en los últimos años por falta de inversiones productivas.

## Construcción

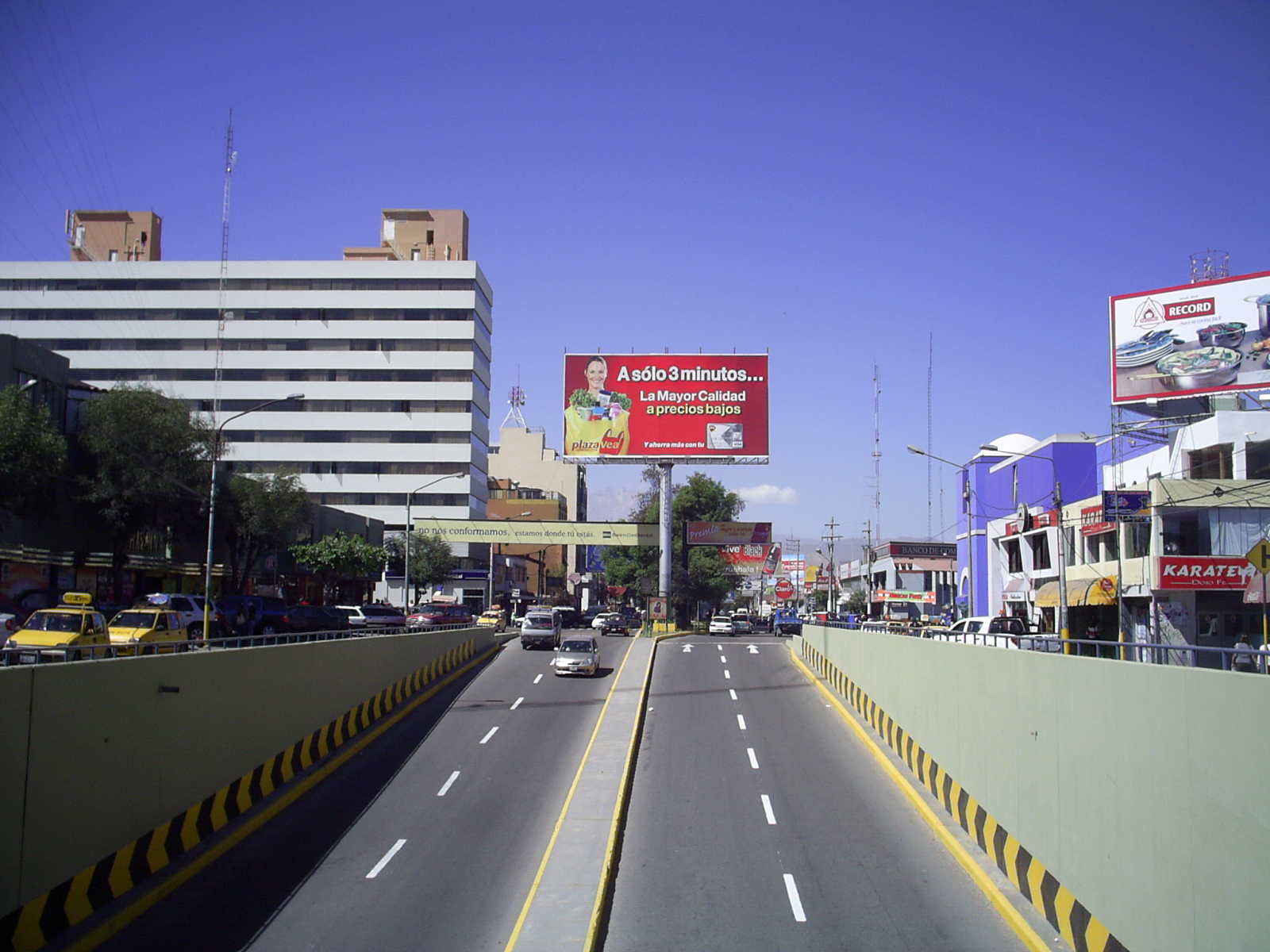
Edificaciones de Arequipa.

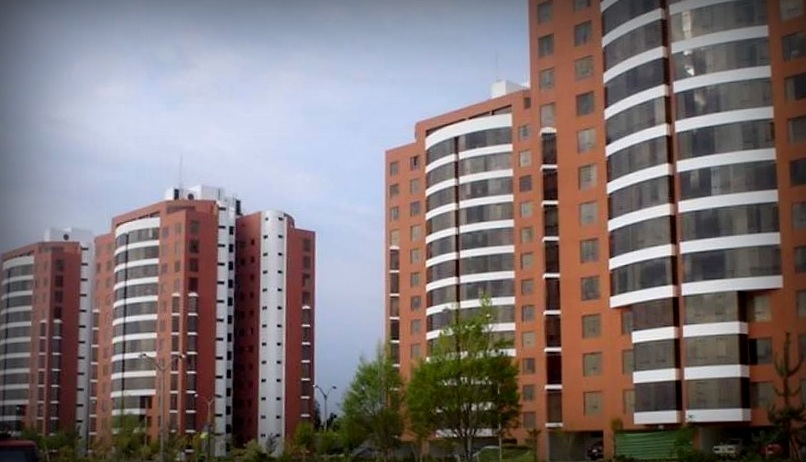
La construcción es el sector de mayor crecimiento en los últimos años.

El sector de construcción de la ciudad es el segundo más dinámico del país, después de Lima, acorde con el Estudio de Edificaciones Urbanas elaborado por el Instituto de Construcción y Desarrollo de la Cámara Peruana de la Construcción.  La actividad edificadora en el año 2011 ascendió a 611 961 m 2, un 65 % destinado a vivienda, un 10 % a oficinas y un 4 % a local comerciales. En el caso de la oferta de vivienda, los departamentos concentran el 70 % y las casas el 30 % de la oferta total en este sector de destino.
En vialidad, destaca la construcción de la ruta que pretender unir Arequipa con la frontera con Chile, a modo de mejorar la conectividad para favorecer las relaciones comerciales con el país vecino.

## Ferias, exposiciones y congresos
Arequipa se consolida como una plaza potencial de exposiciones y eventos del país en el marco de las acciones realizada por el Buró de Convenciones Arequipa (BCA), como una iniciativa de la Organización de Gestión de Destino -OGD- que en el año 2011 el BCA registró aproximadamente 1200 eventos, entre los que destacaron la III Feria Internacional del Libro de Arequipa que tuvo una afluencia de 400 mil personas y una recaudación de un millón y medio de soles y la Convención Minera en la que participaron empresarios del rubro minero, inversionistas y delegaciones de gobierno de 40 países del mundo reuniendo a 50 mil personas.
Las ferias que se realizan con frecuencia son:
- Feria Internacional del Libro de Arequipa
- Feria Internacional de Arequipa[11]
- Convenciones Mineras

## Aspectos positivos
La ciudad de Arequipa desde el siglo XX ha desarrollado industrias relacionadas con el sector primario como la de lana de alpaca y agroindustria, constituyendo un centro de cambio e intermediación en el sur andino sirviendo de nexo entre la costa y la sierra. Tuvo y mantiene su importancia geopolítica por su fluida comunicación con el Norte de Chile y Bolivia.
De acuerdo a la «Encuesta de Hogares Especializada en Niveles de Empleo» cuenta con la mayor cantidad de «Población Económicamente apta para Trabajar» del interior del país que asciende a 625 547 personas y la mayor cantidad de Población Económicamente Activa (PEA) que asciende a 376 764 personas misma que presenta una tasa de actividad laboral por encima del promedio del país con un promedio de ingreso mensual de 928 nuevos soles cuyas principales áreas de actividad en las que desempeñan es la industria manufacturera (12,9 %), el comercio (23 %) y los servicios no personales (36,6 %).

## Turismo
En Arequipa el turismo es un factor dinamizante de la economía consolidándose como la tercera ciudad más visitada del país después de Cusco y Lima, en el año 2010 arribaron a la ciudad un total de 1 395 000 visitantes según cifras del Ministerio de Comercio Exterior y Turismo.

## Industria

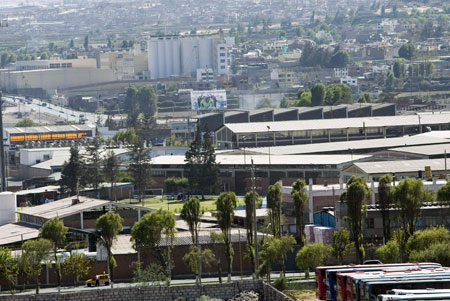
Vista parcial del Parque Industrial de Arequipa localizado al sur de la metrópoli.

El sector industrial de la ciudad cuenta con la mayor diversificación a nivel nacional y es la segunda ciudad más industrializada de Perú producto de la creación del Parque Industrial durante el primer gobierno del arquitecto Fernando Belaúnde Terry. Después de dos grandes terremotos, en 1958 y 1960, con la ley de la «Junta de Rehabilitación y Desarrollo de Arequipa» se construyó el Parque Industrial con dos o tres fábricas en aquel momento, y la fábrica de Cemento Yura.
El sector industrial de la ciudad está constituido por Parques Industriales entre los cuales se pueden mencionar al «Parque Industrial de Arequipa» (orientando a grandes y medianas empresas), el «Parque Industrial de APIMA» (orientado a pequeñas empresas) y al «Parque Industrial de Río Seco» y zonas industriales en la Av. Alfonso Ugarte, en la Variante de Uchumayo y algunas zonas del Cono Norte
El Parque Industrial de Arequipa, a lo largo de su existencia ha sufrido diferentes transformaciones de sus ramas industriales, observándose un mayor dinamismo a las industrias ligadas al consumo (alimentos y bebidas), a la construcción (P.V.C., cemento y acero) y las de exportación (empresas textiles). En este polígono industrial también se encuentran empresas dedicadas a la industria química y a la de plásticos, empresas productoras de minerales no metálicos, de papelería e imprenta, entre otros; conglomerando a más de 150 empresas.